# Gerhard Boeden
Gerhard Boeden (* 10. Februar 1925 in Gütersloh; † 26. Mai 2010 in Bonn) war ein deutscher Polizeibeamter, Vizepräsident des Bundeskriminalamts und Präsident des Bundesamts für Verfassungsschutz.

## Leben
Während des Zweiten Weltkriegs diente Boeden als Soldat der Kriegsmarine. Im November 1945 trat er in den Polizeidienst der Polizei Nordrhein-Westfalen ein. 1951 wechselte er als Hauptwachtmeister zur Kriminalpolizei. Ab 1956 arbeitete Boeden im Bundeskriminalamt (BKA), wo er 1965 in den Höheren Dienst ("Leitender Dienst im BKA") übernommen wurde. 1972 trat er der CDU bei. 1974 übernahm er die Leitung der Sicherungsgruppe, die für Schutz- und Sicherheitsfragen zuständig war. In dieser Zeit kam es zu einer Fahndungspanne mit einer versäumten Festnahme von drei RAF-Terroristen in Hamburg, unter ihnen Adelheid Schulz und Christian Klar. Als Reaktion auf die Anschläge der Rote Armee Fraktion hatte Boeden 1975 am Standort Bonn-Bad Godesberg die Abteilung zur Bekämpfung des Terrorismus (TE) aufgebaut, die 1978 in den Hauptsitz des BKA nach Wiesbaden verlegt wurde. Maßgeblich beteiligt war er am Aufbau des späteren BKA-Standortes in Meckenheim in der Nähe des Bonner Regierungssitzes. Dort entstand die Zentrale des Staatsschutzes in einem neuen Gebäudekomplex im Ortsteil Merl. 1983 wurde Boeden Vizepräsident des BKA und 1987 nach Erreichen der Altersgrenze als Polizeibeamter, zuzüglich einer Verlängerung der Dienstzeit, in den Ruhestand verabschiedet.
Wenige Wochen nach seiner Pensionierung als Polizeibeamter wurde er am 2. April 1987 zum Präsidenten des Bundesamts für Verfassungsschutz ernannt und führte das Amt bis zum 28. Februar 1991.
Die Polizeigewerkschaft GdP, deren Mitglied er seit 1952 war, erklärte ihn zu ihrem Ehrenmitglied. Boeden ist vom einfachen Streifenpolizisten bis in höchste Ämter aufgestiegen. Boeden hat sich nach Ausscheiden aus dem Dienst aus grundsätzlichen Erwägungen nicht mehr öffentlich geäußert.

## Ehrungen
- Bayerischer Verdienstorden
- 1982: Großes Goldenes Ehrenzeichen für Verdienste um die Republik Österreich[4]
- 1983: Verdienstkreuz 1. Klasse der Bundesrepublik Deutschland
- 1987: Großes Verdienstkreuz der Bundesrepublik Deutschland
- 25. Juni 2012: Umbenennung der Paul-Dickopf-Straße in Merl in Gerhard-Boeden-Straße[5]